# 핑진 전역
핑진 전역(平津战役)은 랴오선 전역, 화이하이 전역과 더불어 제2차 국공 내전 후기에 중화민국 국군에 대항해 중국공산군이 벌인 3대 전역 중 하나다. 1948년 11월 29일 시작해 64일 간 진행되어 1949년 1월 31일 끝났다. 중화민국의 허베이에서의 우세를 끝냈다. ‘핑진’이라는 단어는 베이핑과 톈진에서 따왔다.

## 배경
1948년 겨울까지 중국 공산군이 중국 북부에서 우세해졌다. 린뱌오와 뤄룽환이 이끄는 제4군이 랴오선 전역 이후 허베이에 진입하자 부작의와 난징 중화민국 정부는 승덕, 보정, 산해관, 진황도를 포기하고 베이핑, 톈진, 장자커우로 후퇴해서 이 지역 사령부들을 지키고자 했다. 중화민국 국군은 힘을 보존해서 화이하이 전역이 벌어지는 쑤저우를 지키고 필요에 따라 쑤이위안성로 후퇴할 계획도 세웠다.

## 시작
핑진 전역을 주비하기 위해 공산군은 제1군의 타이위안 진격을 중단시켰다. 제3군이 내몽골자치구 우란차부 시 지닝 구에서 베이핑으로 재배치됨에 따라 후허하오터 공격도 미뤄졌다.

## 과정

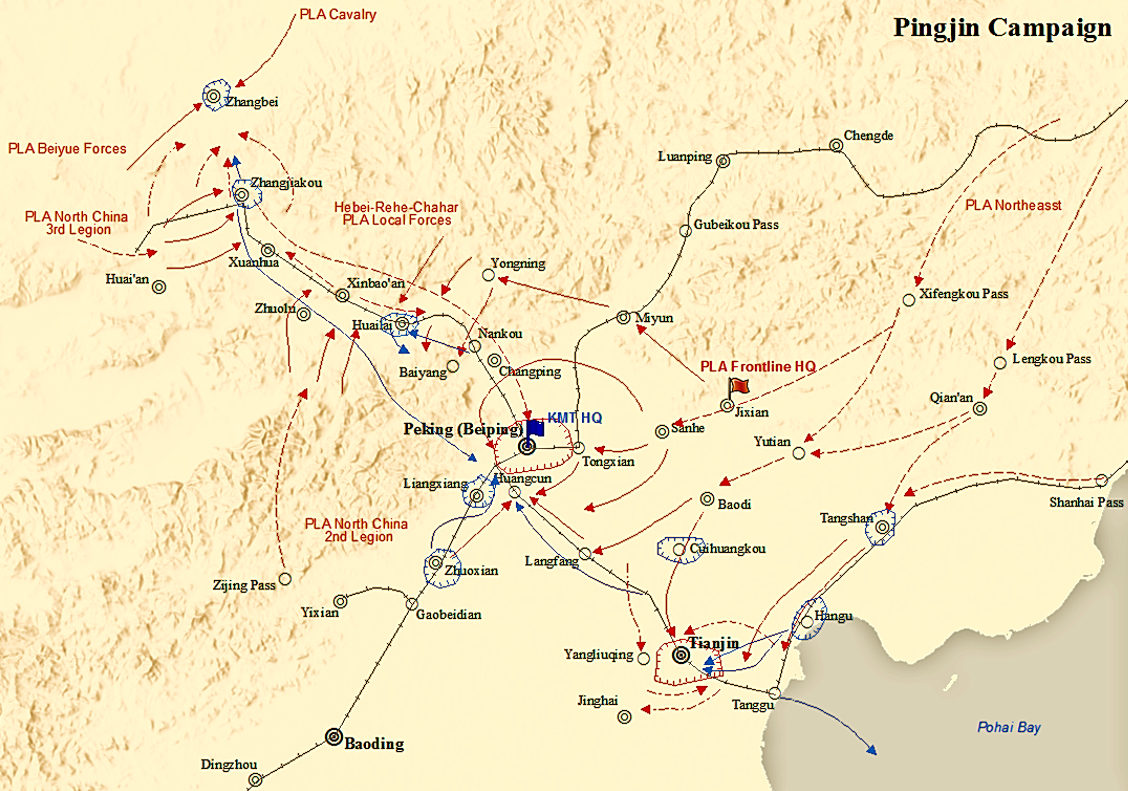
제2차 국공 내전 중 핑진 전역 상황

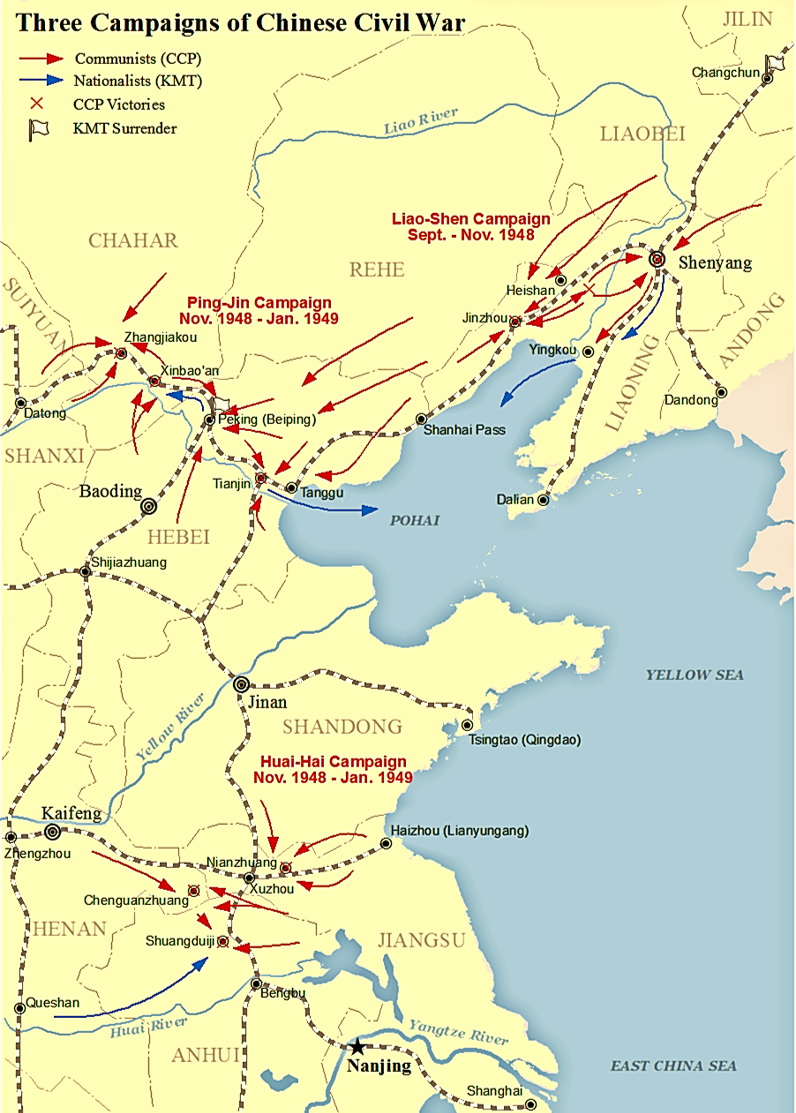
제2차 국공 내전 3대 전역 중 하나로서의 핑진 전역을 나타낸 지도

### 장자커우
1948년 11월 29일 공산군이 장자커우를 공격했다. 부작의는 곧 중화민국 국군 베이핑에 주둔한 제35군과 장자커우 화이라이 현에 주둔한 제104군에게 장자커우를 방어할 것을 명령했다. 12월 2일 공산군 제2군은 장자커우 줘루 현에 진입하기 시작했다. 12월 5일 공산군 제4군은 미윈현(현재 베이징 미윈 구)을 함락시키고 화이라이 현으로 진군했다. 그 와중에 제2군은 장자커우 줘루 현 남쪽으로 진군했다. 베이핑이 포위될 위협에 처하게 되자 푸쭤이는 제35군과 제104군을 장자커우에서 소집해서 베이징이 공산군에 의해 '포위되어 파괴되기' 전에 지키라고 했다.

### 신바오안
중화민국 국군 제35군은 스스로가 신바오안(현재 허베이성 장자커우 시 화이라이 현 신바오안 진)에서 공산군에게 포위됐음을 알게 됐다. 베이핑 주둔 중화민국 국군은 공산군에 가로막혔다. 상황이 악화됨에 따라 푸쭤이는 12월 14일 중국 공산당과 평화합의를 타결하고자 했으나 12월 19일 끝내 거절됐다. 그러고 나서 공산군은 12월 21일 공격했고 다음날 저녁에 점령했다. 제35군 사령관 궈징윈은 공산군이 진입했을 때 자살했고 중화민국 국군 잔군은 장자커우로 후퇴하려고 했지만 죽었다.

### 톈진
장자커우와 신바오안을 점령한 후 공산군은 1949년 1월 2일부터 톈진 주변에 병력을 모으기 시작했다. 남쪽에서 화이하이 전역이 끝난 직후 공산군은 1월 14일 톈진에 대해 최후의 공격을 했다. 29시간 전투 후 사령관 천창제를 비롯해 중화민국 국군 62군과 86군 그리고 10개 사단 군인 13만 명은 전사하거나 포로가 됐다. 잔여 병력은 바다로 1월 17일 퇴각했다.

## 베이핑 항복
공산군이 톈진에 진입한 후 베이핑 중화민국 국군 사령부는 확실히 고립됐다. 공산군은 그동안 푸쭤이의 주변에 수많은 첩자들을 침투시켰는데, 그의 장녀인 푸둥쥐 역시 공산당의 첩자였다. 푸둥쥐는 고립무원의 처지에 놓인 푸쭤이에게 '평화적으로 도시를 공산군에 내줘야 도시가 파괴되는 재앙을 피할 수 있다' 며 그를 설득했고, 마침내 푸쭤이는 1월 21일 평화협정을 하고 도시를 공산당군에 무혈로 넘기기로 결심했다. 그 다음 주 중화민국 국군 26만 병력은 도시를 후퇴하기 시작했다. 1월 31일 공산군 4군이 베이핑에 진입하며 핑진 전역이 끝났다.